# Bitka za Elmino (1637)
Bitka za Elmino leta 1637 je bil vojaški spopad med Portugalci in Nizozemci, ki je dosegel vrhunec z zavzetjem zgodovinske Trdnjave sv. Jurija v Elmini s strani slednjih.
Leta 1637 je Nizozemska zahodnoindijska družba ločila devet ladij od sil, ki so napadale Portugalce v Braziliji, da bi jih poslala proti Portugalcem v Trdnjavi Elmina. Imenovali so polkovnika Hansa Coinea za poveljnika flote, ki je štela skupno 1300 mož. Pristali so 24. julija, nedaleč stran od Cape Coasta, in nadaljevali s kanujem navzdol po Slatki reki proti portugalski trdnjavi, pri čemer so pripeljali 800 vojakov in hrano za tri dni.
Hrib z imenom St. Jago, ki je dominiral nad utrdbo, za katerega je Coine ugotovil, da ga je treba zavzeti, če želijo zavzeti utrdbo. Vendar je bilo 1000 domorodcev, ki so bili zavezniki Portugalcev, v njegovem središču, kar je Nizozemcem preprečilo, da bi ga zavzeli. Coine je nanje poslal štiri čete strelcev, ki pa so bili uničene. Drugi nizozemski odred, ki je napadel drugo stran, se je odrezal bolje, zaradi česar so domačini pobegnili. Portugalci in njihovi domači zavezniki so dvakrat poskušali zavzeti položaj, vendar obakrat neuspešno. Po drugem neuspelem napadu so se Portugalci vrnili v svojo reduto na vrhu hriba. 
Reduto je na eni strani ščitilo leseno obzidje, na drugi pa reka. Coine se je odločil prebroditi reko, da bi lahko minomet in dva topa streljali na utrdbo. Po dvodnevnem bombardiranju utrdbe je zahteval predajo garnizije. Portugalski guverner je zahteval tridnevno premirje, vendar ga je Coine zavrnil, saj je imel zalog le še za en dan. Povečal je svoje sile v St. Jago in nadaljeval z bombardiranjem utrdbe. Obstreljevanje je bilo neučinkovito in do naslednjega jutra je Coine ugotovil, da bo moral napasti utrdbo še isti dan ali pa opustiti poskus. Poslal je skupino grenadirjev na hrib, toda preden so lahko napadli, se je oglasila čamada in Portugalci so poslali dva glasnika, da bi se pogajala o predaji.
Predaja je omogočila guvernerju, garnizonu in vsem portugalskim državljanom, da brez mečev ali drugega orožja odplujejo z ladjo na otok sv. Tomaža. Nizozemcem bi bilo dovoljeno vzeti vse, kar je ostalo, vključno z zlatom, srebrom in sužnji.